# 앨리슨 크래츨리
앨리슨 크래츨리(Allison Cratchley, 1975년 3월 3일 ~ )는 오스트레일리아의 배우이다.